# Johann Segeberg
Johann Segeberg (* um 1384 in Lübeck; † 1464 ebenda) war Kaufmann und Ratsherr der Hansestadt Lübeck.

## Leben
Johann Segeberg war das jüngste von 15 Kindern des Lübecker Bürgers Berthold Segeberg († 1408). Er wurde 1426 in den Rat der Stadt erwählt und vertrat die Stadt 1441 in Greifswald bei Verhandlungen über einen Streit des Lübecker Rats mit Johann Slef, dem Bürgermeister von Goldberg. Als Vermittler entsandte ihn der Rat 1444 nach Wolgast zur Schlichtung eines Streits zwischen der Hansestadt Rostock und dem Hochmeister des Deutschen Ordens. 1460 war er Vermittler in Verhandlungen zwischen dem Rat der Stadt Lüneburg und deren Lübecker Gläubigern. 1434 und 1441 vertrat er Lübeck auf dort abgehaltenen Hansetagen. In Testamenten Lübecker Bürger wird er mehrfach als Urkundszeuge und als Vormund aufgeführt. Segeberg war seit 1429 Mitglied der Zirkelgesellschaft. 
Er war verheiratet mit einer Tochter des Lübecker Bürgers Fritz Grawert († 1449) und bewohnte das Haus Dr.-Julius-Leber-Straße 25. Vor den Toren der Stadt gehörte ihm ein landwirtschaftlicher Hof in Sierksrade.
Dem von seinem Vater begründeten Michaeliskonvent stiftete er 1450/51 einen Neubau auf dem vom Vater 1397 gestifteten Hausgrundstück. Die von Timm von Segeberg († 1364) erworbene Grabkapelle der Familie in der Lübecker Marienkirche, die Segeberg-Kapelle wurde zusammen mit dem ebenfalls von Berthold Segeberg gestifteten Armenhaus in der heutigen Dr.-Julius-Leber-Straße 67 durch die Segeberg-Stiftung verwaltet. Die Segeberg-Stiftung bestand bis zur Mitte des 19. Jahrhunderts und wurde dann mit dem Allgemeinen Krankenhaus in Lübeck zusammengelegt.

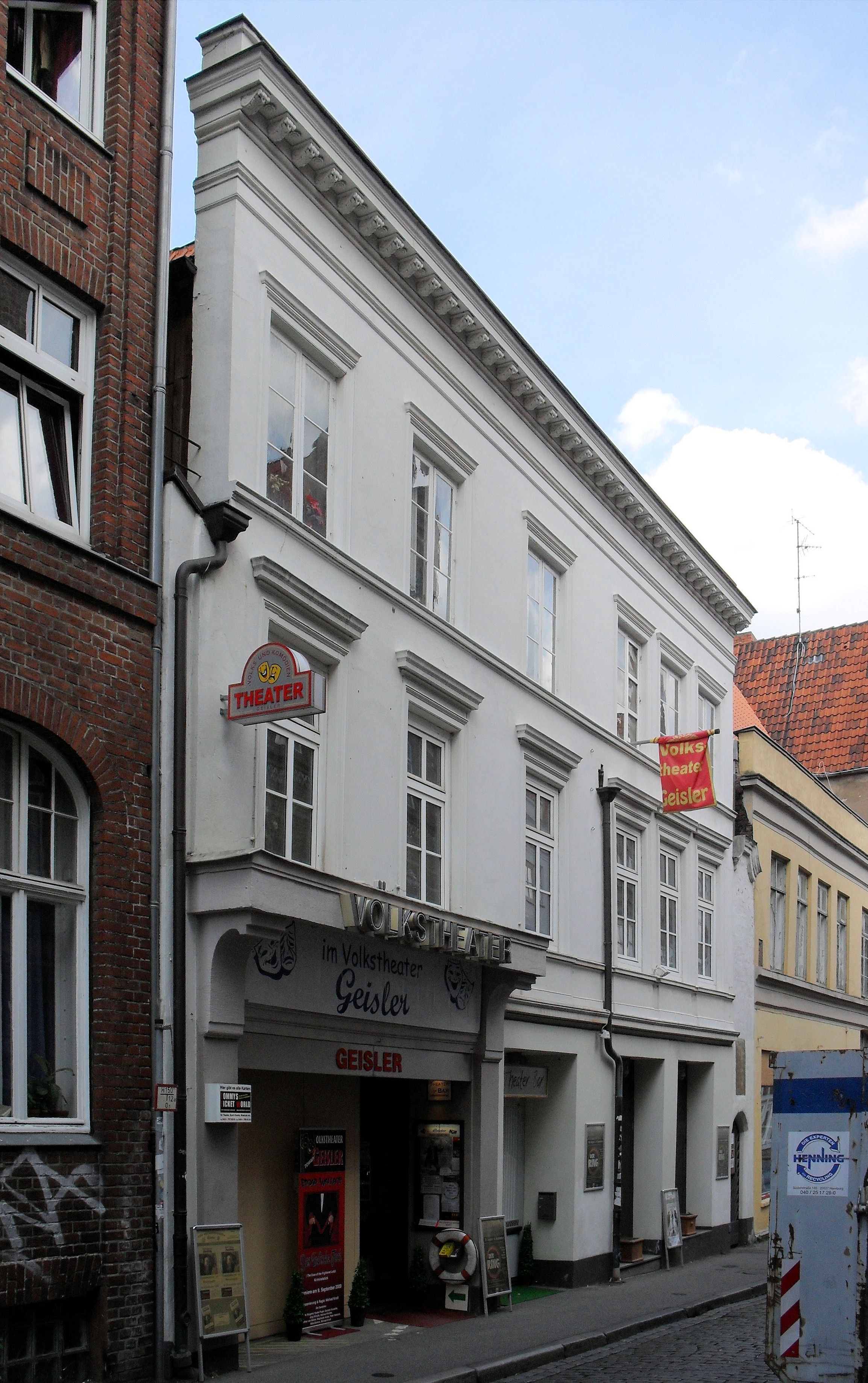
Dr.-Julius-Leber-Straße 25
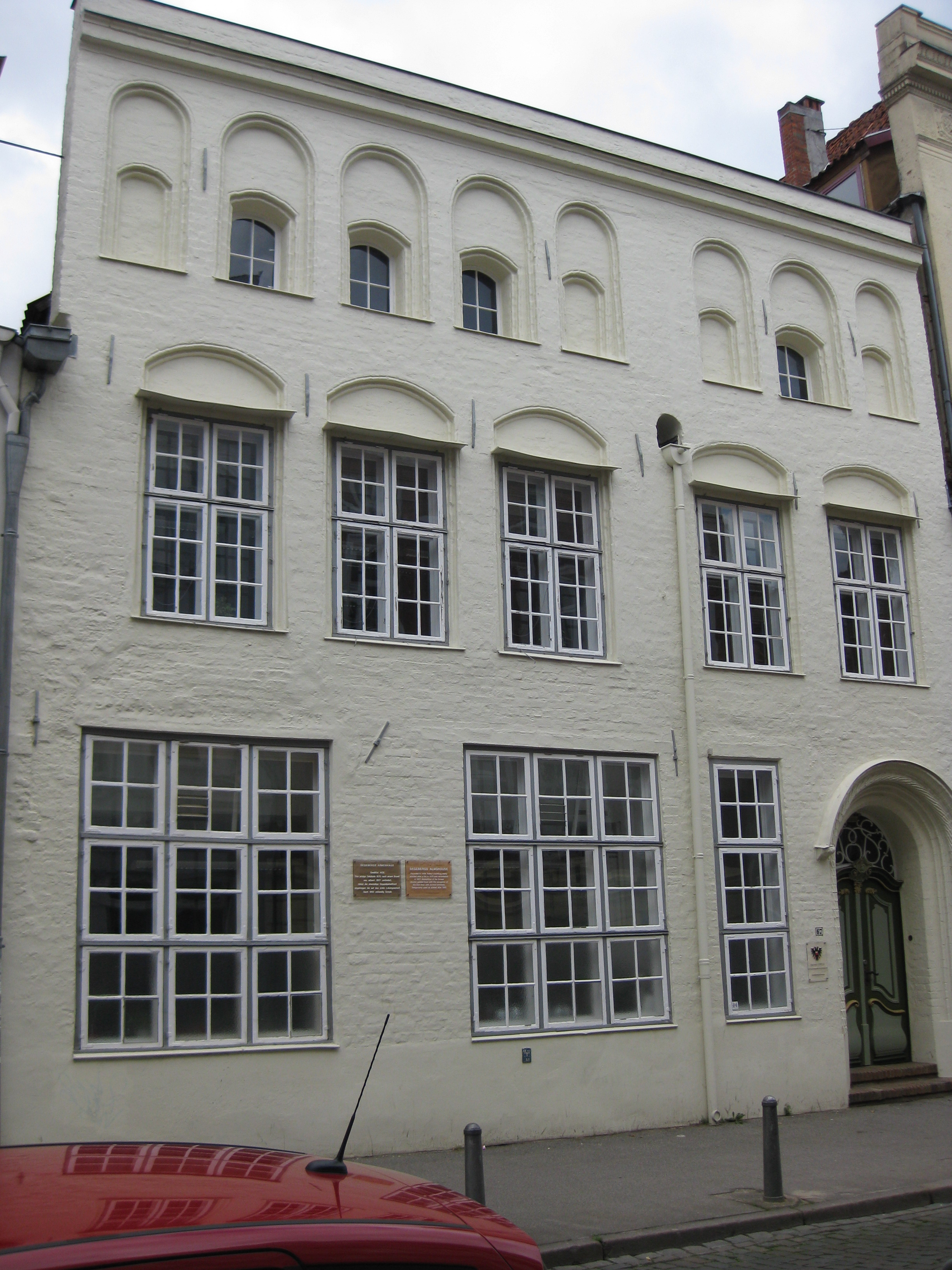
Segebergs Armenhaus, Dr.-Julius-Leber-Straße 67
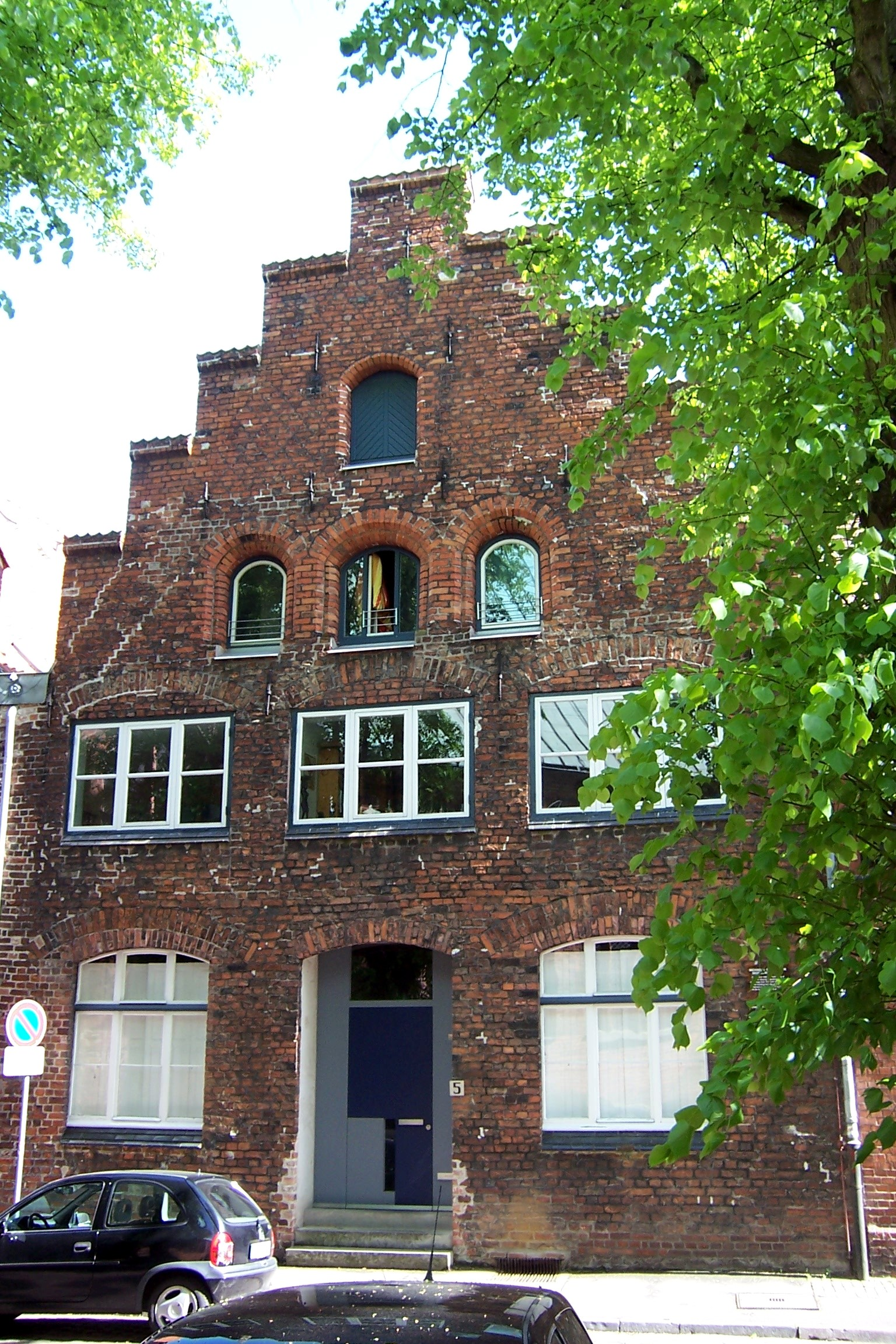
Michaelskonvent, St.-Annen-Straße 5